# El Valle (Caracas)
Pour les articles homonymes, voir El Valle.

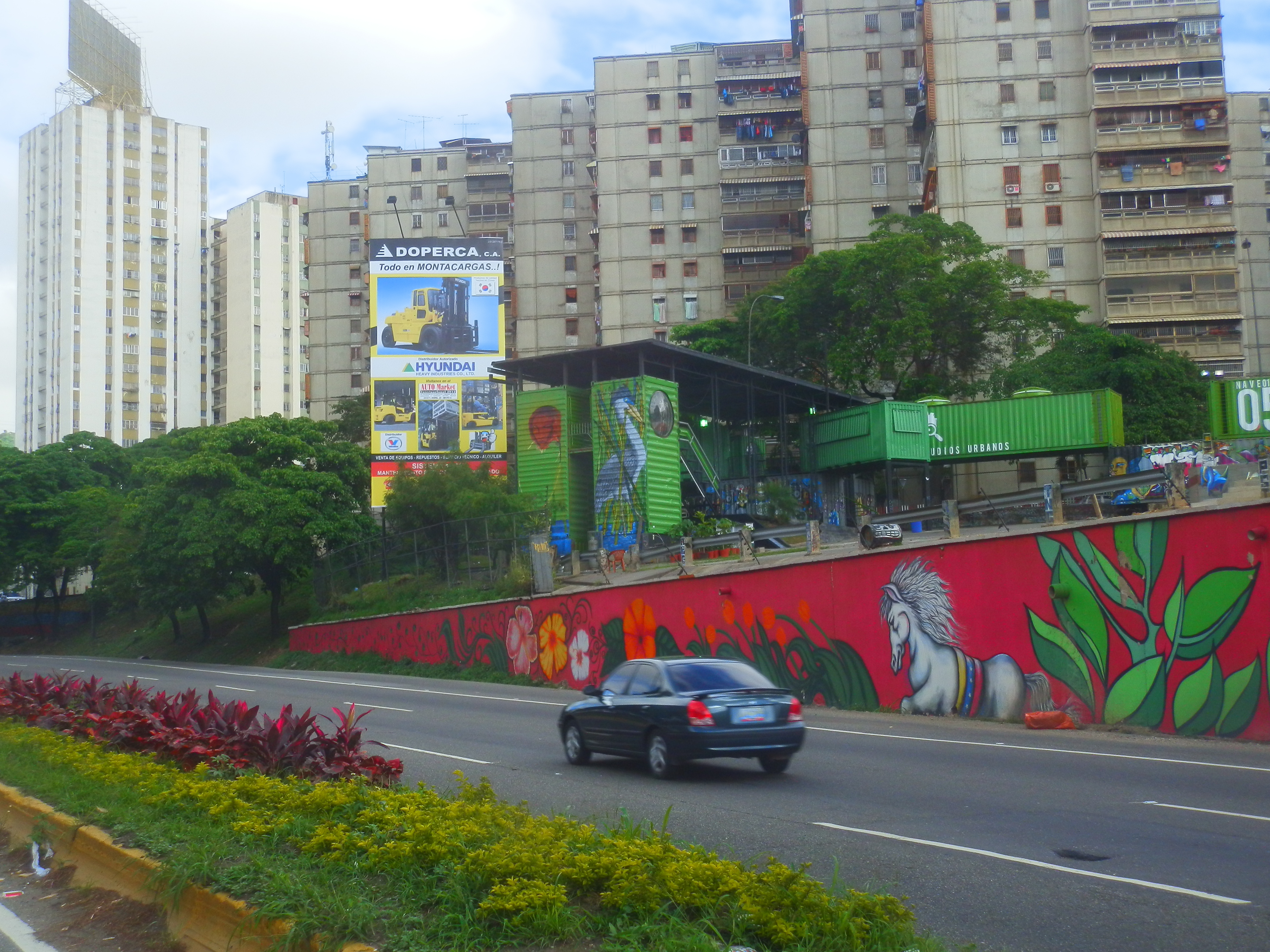

El Valle est l'une des vingt-deux paroisses civiles de la municipalité de Libertador dans le district capitale de Caracas au Venezuela.